# Toshio Murashige
Toshio Murashige, född 1930 i Kapoho, Hawaii, är en amerikansk växtfysiolog.
Mursahige är mest känd för att 1962, tillsammans med Folke Skoog (under vilken han tog sin doktorsexamen 1958 vid University of Wisconsin), ha utvecklat Murashige–Skoog-mediet, vilket än idag är det mest använda odlingsmediet för växtvävnadskulturer.